# Jezioro Głębokie (gmina Mieleszyn)
Głębokie – jezioro w Polsce, w województwie wielkopolskim, w powiecie gnieźnieńskim, w gminie Mieleszyn, na Pojezierzu Gnieźnieńskim. Przez akwen przepływa rzeka Mielneńska Struga, dopływ Wełny. Brzegi jeziora są zalesione. Na wschód od akwenu leży wieś Mielno.

## Dane morfometryczne
Zwierciadło wody położone jest na wysokości 98,5 metrów.